# Episodi di La fattoria dei giorni felici (sesta stagione)
La sesta stagione della serie televisiva La fattoria dei giorni felici è stata trasmessa in anteprima negli Stati Uniti d'America dalla CBS tra il 15 settembre 1970 e il 27 aprile 1971.
| nº | Titolo originale             | Titolo italiano | Prima TV USA      | Prima TV Italia |
| -- | ---------------------------- | --------------- | ----------------- | --------------- |
| 1  | The City Kids                |                 | 15 settembre 1970 |                 |
| 2  | The Coming-Out Party         |                 | 22 settembre 1970 |                 |
| 3  | Jealousy                     |                 | 29 settembre 1970 |                 |
| 4  | A Royal Love Story           |                 | 6 ottobre 1970    |                 |
| 5  | Oliver Goes Broke            |                 | 20 ottobre 1970   |                 |
| 6  | The Great Mayoralty Campaign |                 | 27 ottobre 1970   |                 |
| 7  | Eb's Double Trouble          |                 | 10 novembre 1970  |                 |
| 8  | Apple-Picking Time           |                 | 17 novembre 1970  |                 |
| 9  | Enterprising Eb              |                 | 24 novembre 1970  |                 |
| 10 | Oliver's Double              |                 | 1º dicembre 1970  |                 |
| 11 | The High Cost of Loving      |                 | 8 dicembre 1970   |                 |
| 12 | The Liberation Movement      |                 | 15 dicembre 1970  |                 |
| 13 | Charlie, Homer, and Natasha  |                 | 22 dicembre 1970  |                 |
| 14 | The Engagement Ring          |                 | 29 dicembre 1970  |                 |
| 15 | The Free Paint Job           |                 | 5 gennaio 1971    |                 |
| 16 | Son of Drobny                |                 | 12 gennaio 1971   |                 |
| 17 | The Wedding Deal             |                 | 19 gennaio 1971   |                 |
| 18 | Star Witness                 |                 | 26 gennaio 1971   |                 |
| 19 | The Spot Remover             |                 | 2 febbraio 1971   |                 |
| 20 | King Oliver I                |                 | 9 febbraio 1971   |                 |
| 21 | A Girl for Drobny            |                 | 16 febbraio 1971  |                 |
| 22 | The Carpenter's Ball         |                 | 23 febbraio 1971  |                 |
| 23 | The Hole in the Porch        |                 | 2 marzo 1971      |                 |
| 24 | Lisa the Psychologist        |                 | 9 marzo 1971      |                 |
| 25 | Hawaiian Honeymoon           |                 | 16 marzo 1971     |                 |
| 26 | The Ex-Secretary             |                 | 27 aprile 1971    |                 |